# Матч за звание чемпиона мира по чекерсу среди мужчин 2016
Матч за звание чемпиона мира по чекерсу среди мужчин 2016 года по версии GAYP проходил 8-15 июля в Риме (Италия) между действующим чемпионом мира Сержио Скарпетта (Италия) и претендентом, чемпионом мира по версии 3-move Микеле Боргетти (Италия). Арбитр Чарльз Уокер (США).
Титул чемпиона мира по версии GAYP завоевал Микеле Боргетти, одержавший победу в матче со счётом 25-23.

## Регламент
Было сыграно 24 игры, по четыре в день. В случае ничьи чемпионский титул оставался у Сержио Скарпетты как действующего чемпиона мира.

## Результаты
Скарпетта — Боргетти 
23 — 25
Раунд 1: 1-1 / 1-1
Раунд 2: 1-1 / 1-1
Раунд 3: 1-1 / 1-1
Раунд 4: 1-1 / 1-1
Раунд 5: 0-2 / 1-1
Раунд 6: 1-1 / 1-1
Раунд 7: 1-1 / 1-1
Раунд 8: 1-1 / 1-1
Раунд 9: 1-1 / 1-1
Раунд 10: 1-1 / 1-1
Раунд 11: 1-1 / 1-1
Раунд 12: 1-1 / 1-1